# Югай Арсентій Матвійович
Арсе́нтій Матві́йович Юга́й (28 серпня 1931, село Благословенне Хабаровського краю Росії) — російський економіст. Доктор економічних наук. Професор. Академік Російської академії природничих наук (РАПН).
1953 року закінчив Ташкентський сільськогосподарський інститут.
Нині завідувач відділу Всеросійського науково-дослідного інституту економіки сільського господарства.